# Tratado de Baden (1714)
O Tratado de Baden, assinado em 7 de setembro de 1714 em Baden, Suíça, fez a paz entre França e o Sacro Império Romano. Junto com os Tratados de Utrecht e Rastatt, foi um de uma série de acordos que encerraram a Guerra da Sucessão Espanhola, que ocorreu de 1701 a 1713.

## Antecedentes
O tratado foi o primeiro acordo internacional assinado na Confederação Suíça. À margem da conferência, os signatários também concordaram secretamente com uma união da Católica para intervir em favor dos cantões católicos que haviam sido derrotados na Segunda Guerra de Villmergen dois anos antes pela Paz de Aarau, encerrando a hegemonia católica na Confederação.

## Termos
- A França manteve a Alsácia e Landau, mas devolveu a margem leste do Rio Reno (o Breisgau) à Áustria.
- Os príncipes eleitores da Baviera e do Colônia foram reintegrados em seus territórios e posições.
- O Imperador Carlos VI manteve o título de Rei da Espanha e a herança espanhola, que na verdade não tinha valor, já que na Espanha todo o poder permanecia com o rei Filipe V.

## Links externos
- Rolf Stücheli: Tratado de Baden (1714) in  German, French and Italian in the online Historical Dictionary of Switzerland, 20 December 2001.
- Coolidge, W. A. B. (1911). «Baden (Switzerland)». In:  Chisholm, Hugh. Encyclopædia Britannica (em inglês) 11.ª ed. Encyclopædia Britannica, Inc. (atualmente em domínio público)
- Holland, Arthur William (1911). «Utrecht, Treaty of». In:  Chisholm, Hugh. Encyclopædia Britannica (em inglês) 11.ª ed. Encyclopædia Britannica, Inc. (atualmente em domínio público)